# Володар припливів
«Володар припливів» (англ. The Prince of Tides) — американський романтичний драматичний фільм 1991 року, режисером і співпродюсером якого стала Барбра Стрейзанд, за сценарієм, написаним Петом Конроєм і Беккі Джонстон, на основі роману Пета Конроя «Володар припливів» 1986 року. У головних ролях Стрейзанд і Нік Нолті. У ньому розповідається про боротьбу оповідача, щоб подолати психологічну шкоду, завдану його неблагополучним дитинством у Південній Кароліні. 
Фільм був номінований на сім премій «Оскар», включаючи «Найкращий фільм», але не отримав жодної. Розробляється адаптація телесеріалу для Apple TV+.   

## Сюжет
Том Вінго, вчитель і футбольний тренер з Південної Кароліни, на прохання своєї матері Лайли їде до Нью-Йорка, щоб допомогти психіатру своєї сестри-близнючки Саванни, Сьюзен Ловенштейн, після останньої спроби самогубства Саванни. Том ненавидить Нью-Йорк, але неохоче погоджується, здебільшого, щоб скористатися можливістю побути на самоті й подалі від життя, яке його не задовольняє.
Під час перших зустрічей з Ловенштейном Том неохоче розкриває багато деталей таємниць їхньої неблагополучної родини. У спогадах Том розповідає Ловенштейну про події зі свого дитинства, сподіваючись дізнатися, як врятувати життя Саванни. Батьки Вінґо були жорстоким батьком і маніпулятивною, жадібною до статусу матір'ю. Батько був оператором креветочного човна і, незважаючи на успіх у своїй професії, витрачав усі свої гроші на легковажні бізнес-проекти, залишаючи сім'ю у злиднях.
Том також розривається від власних проблем, але ховається за тим, що він називає "південним способом" - сміятися над речами замість того, щоб плакати. Наприклад, у його дружини Саллі роман, а її коханець хоче з нею одружитися.
Том і Ловенштейн починають відчувати почуття одне до одного. Після того, як Том дізнається, що вона одружена з Гербертом Вудрафом, відомим скрипалем-концертмейстером, Ловенштейн знайомить Тома зі своїм сином Бернардом, якого також готують стати музикантом, але який потайки хоче грати у футбол.
Том починає тренувати Бернарда, а також відвідувати сеанси з Ловенштейном, щоб допомогти сестрі. Він виявляє, що Саванна перебуває в настільки дисоційованому стані, що навіть має іншу особистість - Ренату Гальперн.
Як і Гальперн, вона писала книги, щоб замаскувати саванний бік свого неспокійного життя. Том звинувачує Ловенштейн у тому, що вона не розкрила цю інформацію раніше, і вони сперечаються, під час якої вона жбурляє в нього словником. Щоб вибачитися, вона запрошує його на вечерю, і їхні стосунки стають ближчими.
Доленосна зустріч Тома з матір'ю та вітчимом викликає у нього болючі спогади. Він розповідає, що коли йому було 13 років, троє в'язнів-утікачів увірвалися в його будинок і зґвалтували його, матір і сестру. Його старший брат, Люк, убив двох нападників з рушниці, а мати зарізала третього кухонним ножем. Вони поховали тіла під будинком і більше ніколи про це не говорили. Том розридається в сльозах, випустивши на волю ключовий шматок неспокійного життя Саванни.
Дізнавшись, що Том тренує Бернарда, Герберт наказує Бернарду припинити футбольні заняття, повернутися до уроків музики і готуватися до вступу в Танґлвуд, престижну музичну академію.
Тома запрошують на вечерю до будинку Ловенштейна разом з поетами та інтелектуалами. Герберт поводиться відверто грубо і розповідає, що сестра Тома ходить на терапію до його дружини. Розлючена Ловенштейн висловлює свої підозри щодо зради чоловіка. Том забирає скрипку Герберта, яка коштує мільйон доларів, і погрожує викинути її з балкона багатоповерхівки, якщо той не вибачиться. Том підкидає скрипку в повітря, Герберт нервово вибачається, і Том ловить її, перш ніж вона впаде.
Том проводить романтичні вихідні з Ловенштейн у її заміському будинку. Саванна одужує і виписується з лікарні. Це одужання пов'язане з тим, що вона нарешті дізналася про те, що придушувала в собі з дитинства, особливо про зґвалтування. Її перша спроба самогубства у віці 13 років відбулася після зґвалтувань і вбивств трьох ув'язнених.
Том отримує дзвінок від дружини, яка нарешті вирішила, що хоче його повернути. Він кохає і Ловенштайна, і його дружину, і каже Ловенштайну, що не кохає дружину більше, "просто довше". Том розриває стосунки з Ловенштайном і возз'єднується з дружиною та сім'єю, але мріє про те, щоб кожному чоловікові і кожній жінці було дано по два життя.
Нарешті розібравшись із травматичними подіями свого минулого за допомогою Ловенштайна, Том щасливий у своєму оновленому житті. Він думає про неї щодня, коли піднімається на вершину мосту по дорозі додому з роботи. Її ім'я приходить до нього як своєрідна молитва, як благословення.

## У ролях
- Нік Нолті в ролі Тома Вінго
- Барбра Стрейзанд у ролі Сьюзан Ловенштайн
- Блайт Деннер — Саллі Вінго
- Кейт Нелліган — Ліла Вінго Ньюбері
- Джерун Краббе в ролі Герберта Вудраффа
- Мелінда Діллон — Саванна Вінго
- Джордж Карлін — Едді Детревіль
- Джейсон Гулд — Бернард Вудрафф
- Бред Салліван в ролі Генрі Вінго

## Виробництво
Основні зйомки почалися в червні 1990 року в Бофорті, Південна Кароліна.  Інші місця в низинній місцевості Південної Кароліни включали острів Святої Єлени та острів Фріпп.  Виробництво «Володаря припливів» було завершено в Нью-Йорку у вересні 1990 року 

## Сприйняття

### Реакція критиків
Пет Конрой подарував Стрейзанд примірник свого роману "Володар припливів" з написом: "Барбрі Стрейзанд: Королеві припливів... Ви багато чого вмієте, Барбаро, але ви також великий вчитель... один з найбільших, які були в моєму житті. Я шаную великих вчителів, і вони живуть у моїх роботах і невидимо танцюють на полях моєї прози. Ви зробили мені честь, подбавши про неї з такою великою серйозністю і любов'ю. Велике спасибі, і я ніколи не забуду, що ви повернули мені "Володара припливів" як подарунок".
Роджер Еберт дав фільму 3+1⁄2 зірки з 4, високо оцінивши режисуру Стрейзанд. Еберт писав: "Знявши один хороший фільм, ви доводите, що у вас всередині є кіно. Знявши два, ви доводите, що ви справжній режисер". Він назвав фільм "впевненою і дуже серйозною історією кохання, яка не дозволяє ні гумору, ні романтиці стати на заваді своїй глибшій і темнішій темі", додавши, що "Стрейзанд показує себе як режисер, який любить емоційні історії - але не спрощує їх, а звертає увагу на людські примхи і дивацтва своїх героїв".
Журнал Variety писав: "Глибоко зворушливе дослідження заплутаних емоцій неблагополучної південної родини, цей любовно знятий (хоча й нерівномірно написаний) фільм за романом Пета Конроя зосереджується на грі Ніка Нолте, яка стала найкращою в його житті. Барбара Стрейзанд, привносячи свої звичні сильні сторони характеру в роль психіатра/коханки Нолте, відзначає кожен кадр з інтенсивністю і ретельністю режисера, який прагне до щирого, безсоромного емоційного залучення до своїх персонажів".
Джонатан Розенбаум з Chicago Reader написав: "Результати можуть здатися перезрілими і місцями застарілими, але (Стрейзанд) витягла з Нолте чудову гру, а інші актори (включно з нею самою) з честю виправдали себе".
Станом на січень 2023 року "Володар припливів" має рейтинг 68% на Rotten Tomatoes на основі 34 рецензій. У консенсусі на сайті зазначено: "Хоча центральна романтична лінія, можливо, душить серце драми, зворушлива гра Ніка Нолте та майстерна режисура Барбари Стрейзанд надають "Володару припливів" душевної виразності".

### Касові збори
«Володар припливів» мав успіх у критиків і касових зборів, розпочавшись на четвертій позиції в прокаті США з прибутковими зборами в 10 035 412 доларів США, поступаючись «Гаку», «Красуні і чудовиську » та «Батьку нареченої» . Він залишався в топ-10 протягом семи тижнів.  Зрештою фільм зібрав 74 787 599 доларів у Сполучених Штатах і Канаді  з 61 мільйоном доларів, знятих за кордоном , що становить 135 мільйонів доларів у всьому світі. Фільм увійшов до топ-20 найкасовіших фільмів року в прокаті.

### Премії та номінації
Незважаючи на те, що фільм, його акторський склад і знімальна група отримали багато номінацій на премію «Оскар», найкращий режисер не був серед них, а найкращий фільм був. Наступного року на церемонії вручення премії «Оскар» ведучий Біллі Крістал заспівав на мелодію «Don’t Rain on My Parade» «Цей фільм сам себе зрежисував?»  Наступного року, коли «Кілька хороших людей» приєдналися до «Володаря припливів» і минулого року «Пробудження» в номінації на останню нагороду, але не на першу, президент Columbia Pictures Марк Кентон зробив заяву: «Це, на жаль, третій рік у сперечатися про те, що Columbia номінувала на найкращий фільм фільм, який, здавалося б, зняв сам». 
| Нагорода                                           | Категорія | Номінант(и) | Результат |
| -------------------------------------------------- | --- | --- | --------- |
| Нагороди Академії                                  | Найкращий фільм | Барбра Стрейзанд та Ендрю С. Карш \| style="background: #FDD; color: black; vertical-align: middle; text-align: center; " class="no table-no2"\|Номінація |           |
| Нагороди Академії                                  | Кращий актор | Нік Нолті \| style="background: #FDD; color: black; vertical-align: middle; text-align: center; " class="no table-no2"\|Номінація                         |           |
| Нагороди Академії                                  | Найкраща актриса другого плану | style="background: #FDD; color: black; vertical-align: middle; text-align: center; " class="no table-no2"\|Номінація                                      |           |
| Нагороди Академії                                  | Найкращий сценарій – заснований на раніше створених або опублікованих матеріалах                                                                | style="background: #FDD; color: black; vertical-align: middle; text-align: center; " class="no table-no2"\|Номінація                                      |           |
| Нагороди Академії                                  | Кращий арт-постановник | style="background: #FDD; color: black; vertical-align: middle; text-align: center; " class="no table-no2"\|Номінація                                      |           |
| Нагороди Академії                                  | Найкраща операторська робота | style="background: #FDD; color: black; vertical-align: middle; text-align: center; " class="no table-no2"\|Номінація                                      |           |
| Нагороди Академії                                  | Найкраща оригінальна музика | Джеймс Ньютон Ховард \| style="background: #FDD; color: black; vertical-align: middle; text-align: center; " class="no table-no2"\|Номінація              |           |
| Премія Американського товариства кінематографістів | Видатні досягнення в кінематографії в кінотеатрах                                                                                               | style="background: #FDD; color: black; vertical-align: middle; text-align: center; " class="no table-no2"\|Номінація                                      |           |
| Премія Бостонського товариства кінокритиків        | Кращий актор | Нік Нолті \| style="background: #99FF99; color: black; vertical-align: middle; text-align: center; " class="yes table-yes2"\|Перемога                     |           |
| Премія Асоціації кінокритиків Чикаго               | style="background: #FDD; color: black; vertical-align: middle; text-align: center; " class="no table-no2"\|Номінація                            | Нік Нолті \| style="background: #99FF99; color: black; vertical-align: middle; text-align: center; " class="yes table-yes2"\|Перемога                     |           |
| Премія Асоціації кінокритиків Далласа-Форт-Ворт    | Кращий фільм \| style="background: #FDD; color: black; vertical-align: middle; text-align: center; " class="no table-no2"\|Номінація            | Кращий фільм \| style="background: #FDD; color: black; vertical-align: middle; text-align: center; " class="no table-no2"\|Номінація                      |           |
| Премія Гільдії режисерів Америки                   | Видатні режисерські досягнення в кіно | style="background: #FDD; color: black; vertical-align: middle; text-align: center; " class="no table-no2"\|Номінація                                      |           |
| Золотий глобус                                     | Найкращий фільм – драма \| style="background: #FDD; color: black; vertical-align: middle; text-align: center; " class="no table-no2"\|Номінація | Найкращий фільм – драма \| style="background: #FDD; color: black; vertical-align: middle; text-align: center; " class="no table-no2"\|Номінація           |           |
| Золотий глобус                                     | Кращий актор у фільмі – драма | style="background: #99FF99; color: black; vertical-align: middle; text-align: center; " class="yes table-yes2"\|Перемога                                  |           |
| Золотий глобус                                     | Кращий режисер – фільм | style="background: #FDD; color: black; vertical-align: middle; text-align: center; " class="no table-no2"\|Номінація                                      |           |
| Нагороди Асоціації кінокритиків Лос-Анджелеса      | Кращий актор | Нік Нолті \| style="background: #99FF99; color: black; vertical-align: middle; text-align: center; " class="yes table-yes2"\|Перемога                     |           |
| Премія Національного товариства кінокритиків       | style="background:#c5d2ea; color:black; vertical-align:middle; text-align:center; " class="table-draw" \|3rd Place                              | Нік Нолті \| style="background: #99FF99; color: black; vertical-align: middle; text-align: center; " class="yes table-yes2"\|Перемога                     |           |
| New York Film Critics Circle Awards                | style="background:#d1e8ef;vertical-align:middle;text-align:center;" \|Друге місце                                                               | Нік Нолті \| style="background: #99FF99; color: black; vertical-align: middle; text-align: center; " class="yes table-yes2"\|Перемога                     |           |
| New York Film Critics Circle Awards                | Найкраща актриса другого плану | style="background:#d1e8ef;vertical-align:middle;text-align:center;" \|Друге місце                                                                         |           |
| Нагороди USC Scripter Awards                       | Нагороди USC Scripter Awards | Пет Конрой і Беккі Джонстон \| style="background: #FDD; color: black; vertical-align: middle; text-align: center; " class="no table-no2"\|Номінація       |           |
| Премія Гільдії письменників Америки                | style="background: #FDD; color: black; vertical-align: middle; text-align: center; " class="no table-no2"\|Номінація                            | Пет Конрой і Беккі Джонстон \| style="background: #FDD; color: black; vertical-align: middle; text-align: center; " class="no table-no2"\|Номінація       |           |

## Відмінності від роману
Хоча фільм став касовим хітом і підняв репутацію Стрейзанд як режисера, його численні зміни порівняно з оригінальним романом засмутили деяких пуристів Конроя. Конрой і Джонстон вилучили більшість сцен-спогадів з роману. Вони дуже детально описують стосунки Тома Вінґо з його братами та сестрами. У романі ці спогади формують основний сюжет і займають більше місця, ніж роман між героїнею Стрейзанд, доктором Ловенштейном, і Томом Вінґо. Вилучення флешбеків робить стосунки між Вінґо та Ловенштайном центральним сюжетом у фільмі, тоді як у романі це не так. Інший персонаж роману - другий брат Вінґо, Люк, який з'являється на екрані лише у флешбеках, - життєво важливий для роману, і його смерть є головним сюжетним моментом. Власне, назва книги походить від вірша, написаного Саванною про Люка та його боротьбу з урядом після захоплення Коллетона. У фільмі "Володар припливів" - це назва книги поезії, написаної Саванною і присвяченої Тому. Люк з'являється лише в епізодичних сценах, а його смерть описана лише в загальних рисах.

## Музика фільму
Спочатку Стрейзанд найняла англійського композитора Джона Баррі для написання музики до фільму, але Баррі врешті-решт пішов через творчі розбіжності. В інтерв'ю на конференції Cinemusic 7 березня 1996 року Баррі пояснив свій відхід з фільму так: "Барбара Стрейзанд попросила мене зробити "Володара припливів" - я живу в Нью-Йорку, вона живе в Лос-Анджелесі - і я поїхав до неї, зустрівся з нею, вона показала мені відзнятий матеріал і запитала: "Чому ти не переїжджаєш до Лос-Анджелеса?", а я відповів: "Нізащо не переїду". А вона сказала: "Ну, я хочу знати, що відбувається" - Барбара, до речі, крайній випадок - і я відповів: "Навіть якби я переїхав до Лос-Анджелеса, я не маю жодного бажання зустрічатися з тобою, коли знатиму, що збираюся робити". Я не можу працювати з кимось, хто стоїть у мене через плече, в жодному разі". Пізніше Баррі перейменував свою тему для "Володаря припливів" на "Мовіола", і вона вийшла на його однойменному альбомі 1992 року. Тема також з'явилася у 1995 році в музиці Баррі до фільму "Через море часу" (Across the Sea of Time) у форматі 3D IMAX під назвою "Політ над Нью-Йорком".
Остаточна музика до фільму була написана Джеймсом Ньютоном Говардом і випущена 12 листопада 1991 року  Він був добре прийнятий критиками  і приніс Говарду його першу номінацію на премію «Оскар» за найкращу оригінальну музику, хоча він програв музиці Алана Менкена до «Красуні та чудовиська» . Саундтрек містить дві пісні Стрейзанд, хоча вони не з’явилися у фільмі (одна з цих пісень, «Places That Belong To You», була в певний момент призначена для титрів фільму, але замінена новою музикою Говарда в випущена версія). До фільму також увійшли пісні та музика, яких немає на жодній звуковій доріжці.

## Культурний вплив
- В епізоді «Сімпсонів» 1993 року « Вибір Сельми » ретроспективні спогади Мардж про дитинство подібні до цього, потім Мардж каже: «Зачекай, це був Володар Припливів ». [29] В епізоді 1994 року «Страх польотів» Мардж помилково вважає, що її психіатра звуть Левенштейн. [30]
- У онлайн-серіалі The Office онлайн-серіалу «Бухгалтери» Оскар розповідає, що збирався дивитися «Володаря припливів» із друзями. «Нам це не подобається, ми з цього висміюємо. Це схоже на те, що ми робимо у фільмі жахів Роккі » [31]
- У прем’єрі п’ятого сезону серіалу «Клан Сопрано» «Два Тоні» Тоні бачить сцену з «Володаря припливів», а потім надсилає доктору Мелфі кошик із квітами з миючим засобом Tide і листівку з посиланням на фільм.
- У епізоді 2 сезону Атланти «Спортивні хвилі» Трейсі називає себе (жартома) «володарем припливів». [32]
- У другому епізоді 2 сезону «Тед Лассо» виявляється, що улюбленою книгою Шерон є «Володар припливів». [33]

## Телевізійна версія
У травні 2022 року повідомлялося, що телесеріальна адаптація фільму знаходиться на ранній стадії розробки для Apple TV+ . Виробництвом проекту займатиметься Sony Pictures Television, сценаристом та виконавчим продюсером виступить Тейт Тейлор . 